# Neozausodes limigenus
Neozausodes limigenus is een eenoogkreeftjessoort uit de familie van de Harpacticidae. De wetenschappelijke naam van de soort is voor het eerst geldig gepubliceerd in 1954 door Jakobi.